# Homalium stenophyllum
Homalium stenophyllum är en videväxtart som beskrevs av Merrill och Chun. Homalium stenophyllum ingår i släktet Homalium och familjen videväxter. Inga underarter finns listade i Catalogue of Life.